# Rafael Abella
Rafael Abella Bermejo (Barcelona, 1917 - 2008) fue un periodista y escritor español especializado en la microhistoria y la vida cotidiana española desde la Guerra Civil hasta los años 1990.

## Trayectoria
Hasta los años 1970 trabajó como químico pero en 1973 publicó La vida cotidiana durante la Guerra Civil, centrada en el bando franquista. Posteriormente realizó una segunda parte sobre el bando republicano. Fue entrevistado en los documentales La casita blanca (2002) y De Madrid a la luna, ambos de Carles Balagué. Fue miembro del Foro Babel.

## Obras
- Lo que el Siglo XX nos ha dado (1976)
- Por el Imperio hacia Dios: crónica de una Posguerra: (1939-1955) (1978)
- Cuadernos para el recuerdo, 1940: crónica sentimental de una época (1980)
- Julio 1936: dos Españas frente a frente (1981)
- La vida cotidiana en España bajo el régimen de Franco (1985)
- Visiones de España: antecedentes sociales y políticos de la guerra civil (en colaboración con Gerald Brenan) (1988)
- Los piratas del Nuevo Mundo (1989)
- La conquista del Oeste (1990)
- Finales de enero, 1939: Barcelona cambia de piel (1992)
- La vida amorosa en la Segunda República (1996)
- Los años del NODO (en colaboración con Gabriel Cardona) (2010)
- De la Semana Trágica al 20-N
- La vida y la época de José Bonaparte
- La España falangista. Un país en blanco y negro, 1939-1952. (Edición de David Pallol) (2019)